# 井出健義
井出 健義（いで たけよし、1951年7月24日 - ）は、日本の実業家。株式会社ヤナセ代表取締役社長を経て、同社会長。

## 来歴
長野県出身。1975年（昭和50年）に早稲田大学商学部を卒業し、伊藤忠商事に入社。2007年（平成19年）、常務執行役員に就任した。
ヤナセには2008年（平成20年）に入社。2011年（平成23年）、西山俊太郎に代わり、当時副社長だった井出が昇格、社長に就任した。2018年取締役会長に退き、2019年には取締役から退任し会長に退いた。